# 大阪市立西九条小学校
大阪市立西九条小学校（おおさかしりつ にしくじょう しょうがっこう）は、大阪府大阪市此花区西九条4丁目にある公立小学校。此花区の東部、西九条駅周辺を校区としている。

## 概要
大阪市教育委員会から「海外から帰国した児童の教育センター校」に指定されている。海外から帰国した児童で日本語の指導が必要な対象児童に対して、日本語教育をおこなっている。対象児童は普段は居住地域の学校に通学しながら、週に2-3回西九条小学校に通学して日本語指導を受ける。
またかつては、校区内にあった大阪市立北市民病院（2010年3月閉院）に院内学級を設置し、同病院に入院中の児童への教育を実施していた。

## 沿革
地域には明治時代初期に西成郡第二小区第二番小学校（のち大阪市春日出尋常高等小学校。1947年廃校）が開校している。
その後地域の児童数が増加したことや地域住民の要望などにより、春日出尋常高等小学校から分離する形で、1902年に現在地に大阪市西九条尋常小学校として開設された。1905年には高等科を併設している。
1941年には国民学校令の施行により、大阪市西九条国民学校に改称した。
1943年4月1日には此花区の東部が分離して福島区が発足した。この際、従来の大阪市野田国民学校（大阪市立野田小学校）・大阪市新家国民学校（戦災被害で1947年大阪市立吉野小学校に統合。現在の大阪市立野田中学校敷地）の校区の中を新たな区の境界線が通ることになった。野田・新家の両校は福島区側に所属することになったが、新しい区の境界にあわせる形で校区を再編し、野田・新家両校の校区のうち此花区側に残った地域を、西九条国民学校の校区へ編入している。
太平洋戦争の戦局悪化により、大阪市の国民学校児童は1944年以降、学童疎開を実施することになった。学童疎開は縁故を原則としたものの、縁故に頼れない児童については学校から集団疎開に参加させることにした。疎開先の府県は各行政区ごとに指定され、此花区の国民学校では愛媛県へ疎開することになった。西九条国民学校では愛媛県周桑郡小松町・壬生川町・丹原町・吉岡村・庄内村（いずれも現在の西条市）へ疎開している。
1945年6月7日の大阪大空襲では、木造校舎全焼・鉄筋校舎大破の被害を受けた。
1947年の学制改革により、大阪市立西九条小学校となった。1950年9月にはジェーン台風により、校舎床上浸水の被害を受けている。

### 年表
出典：
- 1902年1月16日 - 大阪市西九條尋常小学校として開校。（春日出尋常高等小学校から分離）
- 1905年4月1日 - 高等科を併設。大阪市西九條尋常高等小学校に改称。
- 1934年9月21日 - 室戸台風で校舎被害。
- 1941年4月1日 - 国民学校令により、大阪市西九條国民学校に改称。
- 1943年4月1日 - 校区変更。野田・新家両校の校区の一部を編入。
- 1947年4月1日 - 学制改革により、大阪市立西九条小学校に改称。
- 1950年9月3日 - ジェーン台風により、校舎に床上浸水被害。
- 1952年12月20日 - 運動場を拡張。
- 1971年2月17日 - 大阪市教育委員会から道徳教育の研究校に指定され、発表会をおこなう。
- 1991年 - 大阪市教育委員会から「海外から帰国した児童の教育センター校」に指定される。
- 2001年5月25日 - 西九条ジュニアウインドオーケストラが創設される。
- 2010年12月11日 - 太陽光パネルの設置。

## 通学区域
- 大阪市此花区[3]
  - 西九条1-7丁目

卒業生は大阪市立春日出中学校に進学する。

## 交通
- 大阪環状線・阪神なんば線 西九条駅 西へすぐ。

## 出身者
- 有野晋哉（よゐこ）